# حجل أصهب الحنجرة
سمان أصهب الحنجرة (الاسم العلمي: Arborophila rufogularis) هو نوع من أسرة حجلاوات.